# Trava i užas
Trava i užas je deveti album hrvatskog glazbenog sastava "Vatrogasci".

## Popis pjesama
1. "Do re mi'" (3:43)
  - glazba: Tihomir Borošak
  - glazba: R. Rodgers (J. Andrews - "Do re mi", 1965.)
  - glazba: Jaromír Vejvoda - ("Škoda lásky" (HR: "Rozamunda"), 1927.)
  - stihovi: Tihomir Borošak
2. "Poželi me draga" (4:32)
  - glazba, stihovi: Tihomir Borošak
3. "Silikon" (3:26)
  - glazba: S. Wonder (Stevie Wonder - "Superstition", 1972.)
  - stihovi: Tihomir Borošak
4. "Izgubi se" (4:10)
  - glazba: M. B. Mathers III/L. Resto/J. Bass (Eminem - "Lose Yourself", 2002.)
  - stihovi: Tihomir Borošak
5. "Kitanik" (6:18)
  - glazba: J. Horner (Céline Dion - "My Heart will Go on", 1997.)
  - stihovi: Tihomir Borošak
6. "Vera sa prvog kata" (4:13)
  - glazba: T. Huljić (Petar Grašo - "Vera od suvog zlata", 2003.)
  - stihovi: Vjekoslava Huljić/Tihomir Borošak
7. "Uzbuđenje" (4:08)
  - glazba, stihovi: Tihomir Borošak
8. "Mada faka" (4:08)
  - glazba, stihovi: Tihomir Borošak
9. "Loša novogodišnja" (3:23)
  - glazba, stihovi: Tihomir Borošak
10. "Milo znoj je" (3:42)
  - glazba: M. Škoro (M. Škoro - "Milo moje", 2003.)
  - stihovi: M. Škoro/Tihomir Borošak
11. "Ljubavna" (3:02)
  - glazba, stihovi: Tihomir Borošak

## Izvođači
- Tihomir Borošak-Tiho: razni instrumenti
- Mladen Martinović-Dugi: vodeći vokal

Gosti:
- Ivek: harmonike, malo pjevanja i trube
- Febo: (08. Iako faka)

## Vanjske poveznice
- Službene stranice sastava  Arhivirana inačica izvorne stranice od 22. srpnja 2010. (Wayback Machine)